# Bondelswarts
Les Bondelswarts sont une tribu appartenant à l'ethnie Nama qui sont aussi des Khoikhoi. Ils vivent dans le sud de la Namibie.

## Histoire
Ils habitent une région très aride centrée sur la ville de Warmbad, entre le Fish River Canyon et les Richtersveld. En 1922 ils furen impliqués dans la Révolte des Bondelswarts, une rébellion née d'une taxe sur les chiens, et durement réprimée  par les autorités de l'époque.